# 川口鉄男
川口 鉄男（かわぐち てつお、1924年 - 1982年1月20日)は、日本の図書館員・図書館学者。元八幡大学教授。

## 略歴
- 1942年九州専門学校法政科卒業[1]。一旦民間企業に就職。
- 1947年戸畑専門学校図書館勤務。
- 1951年九州大学 教育学部にて司書資格取得。
- 1955年八幡大学図書館課長就任。
- 1960年同校図書館学講師就任(文部省図書館学担当講師的確判定による)[2]。以後助教授、教授を歴任。
- 1964年一橋大学 経済研究所(経済統計資料センター)留学。(情報管理)

## 人物
図書館員の傍ら図書館学に於いて多くの論文を発表。特に資料組織化論の研究は西日本の各図書館にも影響を与えた 。
八幡大学図書館の発展に尽力した。新制八幡大学開校前には闇買列車に乗り込み東京・関西を中心に書籍競市や古本市等に潜り込み幾多の文献を入手し八幡に搬入したという。その後も資料管理・情報管理の基盤構築に取り組み図書館の近代化に努めた。1967年改設された新図書館は当時全国の大学図書館のモデルケースと言われた。また文部省委嘱八幡大学夏期司書講習会の開催にも尽力した。
他に別府大学 九州産業大学などの講師を兼任し、九州大学文学部にも出講した。

## 主書
- 新しい図書館学　内海書店　1966年
- 資料組織化論　情報管理の基盤としての図書館の知恵　精文館　1968年

## 論文
川口鉄男>